# Lucas Chiaretti
Lucas Chiaretti Cossenzo (Belo Horizonte, 22 settembre 1987) è un ex calciatore brasiliano con cittadinanza italiana, centrocampista.

## Caratteristiche tecniche
Gioca principalmente come trequartista, il suo piede preferito è il sinistro, può essere utilizzato anche come esterno sinistro o da seconda punta. Una delle sue doti principali è la rapidità nello stretto. È abile inoltre nel saltare l'uomo e nel calciare verso la porta grazie alla sua ottima tecnica di base.

## Carriera

### Club

#### Inizi
Nato a Belo Horizonte, in Brasile, possiede anche la cittadinanza italiana per le origini dei trisavoli, emigrati da Padova. Il secondo cognome, Cossenzo, è invece di origini calabresi. A 8 anni, nel 1995, entra nelle giovanili del Cruzeiro, dove gioca anche con il futuro interista Jonathan. Nel 2006, a 19 anni, va in prestito in Giappone, al Gamba Osaka, dove non trova presenze. Tra 2007 e 2009 gioca con quattro squadre brasiliane: Francana, di nuovo Cruzeiro, Cabofriense e Resende.

#### Andria BAT
A fine 2009 si trasferisce in Italia, paese di origine dei suoi antenati, andando a giocare all'Fidelis Andria, in Lega Pro Prima Divisione. Debutta il 24 gennaio 2010, nella vittoria per 1-0 in casa sul Rimini in campionato, entrando al 64'. Segna il primo gol la settimana successiva, realizzando l'1-1 definitivo al 59' nella gara giocata sul campo del Cosenza. Nelle due mezze stagioni di permanenza, gioca 17 gare ciascuna, segnando 2 reti il primo anno, nessuno il secondo. Alla prima stagione si salva ai play-out, vinti contro il Giulianova.

#### Taranto
A gennaio 2011 passa ad un'altra squadra pugliese, il Taranto, sempre in Lega Pro Prima Divisione. Esordisce il 9 gennaio, partendo titolare nella gara casalinga contro l'Atletico Roma di campionato, persa per 1-0. Segna per la prima volta il 20 febbraio, realizzando l'1-0 al 10', nel successo interno per 2-1 sul Pisa in Lega Pro Prima Divisione. Alla prima stagione arriva quarto nel girone B, venendo eliminato in semifinale play-off dall'Atletico Roma, dopo aver ottenuto 11 presenze e 1 rete, mentre nella seconda gioca 30 volte, realizzando 7 gol, arrivando secondo nel girone A, uscendo ancora in semifinale play-off, stavolta contro la Pro Vercelli, poi promossa in Serie B. In seguito i rossoblu non si iscriveranno in Lega Pro, ripartendo dalla Serie D.

#### Pescara e Bragantino
Ad agosto 2012 passa al Pescara, in Serie A. Non viene mai schierato in campionato, chiuso all'ultimo posto con conseguente retrocessione in Serie B, ma soltanto in Coppa Italia, dove disputa la gara del 3º turno del 18 agosto, vinta per 1-0 in casa contro il Carpi, entrando al 69'. Ad inizio 2015 ritorna in Brasile, giocando da febbraio a luglio con il Bragantino.

#### Cittadella
Rimasto svincolato, a luglio 2015 va in prova alla Pro Vercelli, squadra di Serie B, dove rimane un mese, non venendo tesserato. Il 7 settembre firma con il Cittadella, appena retrocesso in Lega Pro. Debutta con la maglia granata il 19 settembre, nello 0-0 esterno della terza giornata di campionato contro il Renate, gara nella quale entra al 68'. Segna le prime reti il 14 ottobre, quando realizza una doppietta nel 3-1 sul campo della Pro Patria in Lega Pro. Con 33 presenze e 6 reti è uno dei protagonisti del successo del Cittadella nel girone A e conseguente pronto ritorno in Serie B. Esordisce tra i cadetti alla prima di campionato, il 27 agosto 2016, giocando tutti i 90 minuti del successo per 2-1 in trasferta contro il Bari. Due giornate dopo va in rete per la prima volta in Serie B, segnando il 3-0 al 54' nel successo per 5-1 sul campo della Pro Vercelli. Alla prima stagione della sua carriera in seconda serie raggiunge i play-off, venendo impiegato 38 volte e segnando 7 gol, uscendo nel turno preliminare dei play-off contro il Carpi.

#### Foggia e Pordenone
Il 17 agosto 2018 si trasferisce a titolo definitivo al Foggia, firmando un contratto triennale. Il 22 luglio del 2019 rimasto svincolato, si trasferisce al Pordenone club neo-promosso in Serie B, con cui firma un contratto biennale. Il 5 ottobre 2020 rescinde il suo contratto coi neroverdi.

## Statistiche

### Presenze nei club
| Stagione          | Squadra           | Campionato        | Campionato | Campionato | Coppe nazionali | Coppe nazionali | Coppe nazionali | Coppe continentali | Coppe continentali | Coppe continentali | Altre coppe | Altre coppe | Altre coppe | Totale | Totale | Totale |
| Stagione          | Squadra           | Comp              | Pres       | Reti       | Comp            | Pres            | Reti            | Comp               | Pres               | Reti               | Comp        | Pres        | Reti        | Pres   | Reti   |        |
| ----------------- | ----------------- | ----------------- | ---------- | ---------- | --------------- | --------------- | --------------- | ------------------ | ------------------ | ------------------ | ----------- | ----------- | ----------- | ------ | ------ | ------ |
| dic. 2009-2010    | Fidelis Andria    | 1D                | 15+2       | 2+0        | -               | -               | -               | -                  | -                  | -                  | -           | -           | -           | 17     | 2      |        |
| 2010-gen. 2011    | Fidelis Andria    | 1D                | 17         | 0          | CI-LP           | 0               | 0               | -                  | -                  | -                  | -           | -           | -           | 17     | 0      |        |
| Totale Andria BAT | Totale Andria BAT | Totale Andria BAT | 32+2       | 2          |                 | 0               | 0               |                    | -                  | -                  |             | -           | -           | 34     | 2      |        |
| gen.-giu. 2011    | Taranto           | 1D                | 10+1       | 1+0        | -               | -               | -               | -                  | -                  | -                  | -           | -           | -           | 11     | 1      |        |
| 2011-2012         | Taranto           | 1D                | 26+2       | 7+0        | CI+CI-LP        | 2+0             | 0               | -                  | -                  | -                  | -           | -           | -           | 30     | 7      |        |
| Totale Taranto    | Totale Taranto    | Totale Taranto    | 36+3       | 8          |                 | 2               | 0               |                    | -                  | -                  |             | -           | -           | 41     | 8      |        |
| 2012-2013         | Pescara           | A                 | 0          | 0          | CI              | 1               | 0               | -                  | -                  | -                  | -           | -           | -           | 1      | 0      |        |
| 2015-2016         | Cittadella        | LP                | 32         | 6          | CI-LP           | 0               | 0               | -                  | -                  | -                  | S-LP        | 1           | 0           | 33     | 6      |        |
| 2016-2017         | Cittadella        | B                 | 36+1       | 7+0        | CI              | 1               | 0               | -                  | -                  | -                  | -           | -           | -           | 38     | 7      |        |
| 2017-2018         | Cittadella        | B                 | 29+1       | 3+1        | CI              | 2               | 0               | -                  | -                  | -                  | -           | -           | -           | 32     | 4      |        |
| Totale Cittadella | Totale Cittadella | Totale Cittadella | 97+2       | 16+1       |                 | 3               | 0               |                    | -                  | -                  |             | 1           | 0           | 103    | 17     |        |
| 2018-2019         | Foggia            | B                 | 20         | 2          | CI              | 0               | 0               | -                  | -                  | -                  | -           | -           | -           | 20     | 2      |        |
| 2019-2020         | Pordenone         | B                 | 16+1       | 2          | CI              | 0               | 0               | -                  | -                  | -                  | -           | -           | -           | 17     | 2      |        |
| Totale carriera   | Totale carriera   | Totale carriera   | 201+8      | 31         |                 | 6               | 0               |                    | -                  | -                  |             | 1           | 0           | 216    | 31     |        |

## Palmarès

### Club

#### Competizioni nazionali
- Lega Pro: 1

Cittadella: 2015-2016 (Girone A)